# Méreuil
Méreuil – miejscowość i gmina we Francji, w regionie Prowansja-Alpy-Lazurowe Wybrzeże, w departamencie Alpy Wysokie.

## Demografia
Według danych na rok 1990 gminę zamieszkiwały 104 osoby, a gęstość zaludnienia wynosiła 10 osób/km². W styczniu 2015 r. Méreuil zamieszkiwało 90 osób, przy gęstości zaludnienia wynoszącej 8,5 osób/km².